# Dendrelaphis
Dendrelaphis là một chi rắn thuộc họ Rắn nước, phân bố tại Pakistan, Ấn Độ, miền nam Trung Quốc tới Indonesia, Đông Timor, Philippines, Úc, New Guinea và quần đảo Solomon. Có hơn 40 loài đã được mô tả.

## Các loàiDendrelaphis
Một cuộc khảo cứu gần đây hơn về các loài Dendrelaphis tại Úc-Papua cho thấy D. solomonis là danh pháp đồng nghĩa của D. calligaster, nâng D. keiensis lên cấp loài, tái phân loại D. lineolatus từ một phân loài D. calligaster lên cấp loài, nâng cấp D. macrops và D. striolatus từ những phân loài của D. punctulatus.
- Dendrelaphis andamanensis (Anderson, 1871)
- Dendrelaphis ashoki Vogel & van Rooijen, 2011
- Dendrelaphis bifrenalis (Boulenger, 1890)
- Dendrelaphis biloreatus Wall, 1908
- Dendrelaphis calligaster Günther, 1867
- Dendrelaphis caudolineatus (Gray, 1834)
- Dendrelaphis caudolineolatus (Günther, 1869)
- Dendrelaphis chairecacos (F. Boie, 1827)
- Dendrelaphis cyanochloris (Wall, 1921)
- Dendrelaphis flavescens Gaulke, 1994
- Dendrelaphis formosus (F. Boie, 1827) – elegant bronzeback
- Dendrelaphis fuliginosus Griffin, 1909
- Dendrelaphis gastrostictus (Boulenger, 1894)
- Dendrelaphis girii Vogel & Van Rooijen, 2011
- Dendrelaphis grandoculis (Boulenger, 1890)
- Dendrelaphis grismeri Vogel & van Rooijen, 2008
- Dendrelaphis haasi van Rooijen & Vogel, 2008
- Dendrelaphis hollinrakei Lazell, 2002
- Dendrelaphis humayuni Tiwari & Biswas, 1973
- Dendrelaphis inornatus Boulenger, 1897
- Dendrelaphis keiensis (Mertens, 1926)
- Dendrelaphis kopsteini Vogel & van Rooijen, 2012
- Dendrelaphis levitoni van Rooijen & Vogel, 2008
- Dendrelaphis lorentzii (van Lidth de Jeude, 1911)
- Dendrelaphis luzonensis Leviton, 1961
- Dendrelaphis macrops (Günther, 1877)
- Dendrelaphis marenae Vogel & van Rooijen, 2008
- Dendrelaphis modestus Boulenger, 1894
- Dendrelaphis ngansonensis (Bourret, 1835)
- Dendrelaphis nigroserratus Vogel, van Rooijen & Hauser, 2012
- Dendrelaphis oliveri (Taylor, 1950)
- Dendrelaphis papuensis Boulenger, 1895
- Dendrelaphis philippiensis Günther, 1879
- Dendrelaphis pictus (Gmelin, 1789)
- Dendrelaphis proarchos Wall, 1909
- Dendrelaphis punctulatus (Gray, 1827)
- Dendrelaphis schokari (Kuhl, 1820)
- Dendrelaphis striatus (Cohn, 1905)
- Dendrelaphis striolatus (W. Peters, 1867)
- Dendrelaphis subocularis (Boulenger, 1888)
- Dendrelaphis terrificus (W. Peters, 1872)
- Dendrelaphis tristis (Daudin, 1803)
- Dendrelaphis underwoodi van Rooijen & Vogel, 2008
- Dendrelaphis walli Vogel & van Rooijen, 2011